# Groupe d'édition
Un groupe d'édition est un type de groupe d'entreprises dont la spécificité est de posséder plusieurs maisons d'éditions.

## Dans le monde

### En France
En France, les principaux groupes d'éditions sont :
- Hachette (Grasset, Fayard, Livre de poche, Éditions Stock etc.) ;
- Editis (10/18, Nathan, Le Robert, Le Cherche midi, Presses de la Renaissance, etc.) ;
- Madrigall (Gallimard, Denoël, Éditions de la Table ronde, P.O.L., Flammarion, J'ai lu, Casterman, etc.) ;
- Média participations (Fleurus, Le Lombard, Dargaud, Dupuis, etc.) qui a absorbé en 2017 La Martinière (Éditions du Seuil, Éditions Points, etc.) ;
- Lefebvre Sarrut (Éditions Législatives, Éditions Francis Lefebvre, Éditions Dalloz, etc.).

### Reste du monde

#### Classement 2016
- 1er rang mondial : Pearson Angleterre avec 6,07 Mds
- 2e rang mondial :  ThomsonReuters USA avec 5,29 Mds
- 3e rang mondial :  RELX Group  Anglo-néerlandais avec 4,77 Mds
- 4e rang mondial :  Wolters Kluwer Néerlandais avec 4,20 Mds